# لا يسعني إلا الوقوع في الحب (أغنية)
لا يسعني إلا الوقوع في الحب (بالإنجليزية:  Can't Help Falling in Love)‏ أغنية سجلها المغني الأمريكي إلفيس بريسلي لألبوم بلو هاواي (1961). كتبها هوجو بيريتي ولويجي كرياتور وجورج ديفيد فايس، اللحن مبني على أغنية «لذة الحب Plaisir D'Amour»، وهي أغنية حب فرنسية شهيرة لحنها عام 1784 جان بول إيجيد مارتيني. تمت كتابة الأغنية في البداية لامرأة على أنها «لا تستطيع الوقوع في الحب»، وهو ما يفسر بعض كلمات الأغنية مثل «خطيئة». ظهرت الأغنية في فيلم «بلو هاواي» لالفيس بريسلي عام 1961. خلال العقود الأربعة التالية، تم إصدار نسخ عديدة بصوت العديد من الفنانين الآخرين (505 فنان)، بما في ذلك بوب ديلان في عام 1973، وأيضاً فريق الريجي البريطاني «يو بي فورتي UB40» الذي تصدرت نسخته عام 1993 قوائم أفضل الأغاني في الولايات المتحدة والمملكة المتحدة.

## خلفية الأغنية وصدورها
تصدرت نسخة ألفيس بريسلي من الأغنية القوائم البريطانية في عام 1962، حيث أمضت أربعة أسابيع في المركز الأول. فازت بالاسطوانة البلاتينية حسب رابطة صناعة التسجيلات الأمريكية للمبيعات RIAA  التي تزيد عن مليون نسخة، وبلغت الأغنية ذروتها في المرتبة الثانية على قائمة البيلبورد 100. استمرت الأغنية ستة أسابيع في المركز الأول على القائمة المعاصرة للبالغين.
خلال عروض الغناء على المسرح التي قدمها بريسلي في أواخر الستينيات والسبعينيات من القرن الماضي، تم أداء الأغنية بإعتبارها خاتمة العرض، وفي عام 2015، صدر ألبوم «لو أستطيع أن أحلم» الذي يتضمن أغنية «لا يسعني إلا الوقوع في الحب»، بمناسبة الذكرى الثمانين لميلاد بريسلي. يوجد في هذا الألبوم تسجيلات صوتية أرشيفية لبريسلي، مدعومة بتوزيعات أوركسترالية جديدة تؤديها الأوركسترا الملكية الفيلهارمونية.

## كلمات الأغنية
يقول الحكماء Wise men say
فقط الحمقى يندفعون Only fools rush in
لكن لا يسعني إلا الوقوع في حبك But I can't help falling in love with you
أيجب أن أبقى؟ Shall I stay
هل ستكون خطيئة؟ Would it be a sin
إذا لم أستطع عدم الوقوع في حبك If I can't help falling in love with you
كالنهر يتدفق بالتأكيد إلى البحر Like a river flows, surely to the sea
حبيبتي هكذا تسير الأمور Darling so it goes
بعض الأشياء من المفترض أن تظل Some things are meant to be
خذ بيدي Take my hand
خذ حياتي كلها أيضا Take my whole life too
لا يسعني إلا الوقوع في حبك For I can't help falling in love with you
كالنهر يتدفق بالتأكيد إلى البحر Like a river flows, surely to the sea
حبيبتي هكذا تسير الأمور Darling so it goes
بعض الأشياء من المفترض أن تظل Some things are meant to be
خذ بيدي Take my hand
خذ حياتي كلها أيضا Take my whole life too
لا يسعني إلا الوقوع في حبك For I can't help falling in love with you
لا يسعني إلا الوقوع في حبك For I can't help falling in love with you

## وصلات خارجية
https://www.youtube.com/watch?v=pXhKWWCCdk8 لا يسعني إلا الوقوع في الحب (أغنية)
https://www.youtube.com/watch?v=vUdloUqZa7w لا يسعني إلا الوقوع في الحب (أغنية)
https://www.songfacts.com/facts/elvis-presley/cant-help-falling-in-love لا يسعني إلا الوقوع في الحب (أغنية)